# You Know What It Is
You Know What It Is è il secondo singolo del rapper statunitense T.I. estratto dall'album "T.I. vs. T.I.P.". Vi ha partecipato il rapper haitiano Wyclef Jean (sebbene il suo featuring non sia accreditato nell'album), il quale, assieme a Jerry Duplessis, è anche uno dei produttori della canzone. All'interno dell'album, "You Know What It Is" è considerata da T.I. uno dei brani del suo alter ego, di nome T.I.P..

## Informazioni
Il testo della canzone è stato scritto dagli stessi T.I., Wyclef Jean e Jerry Duplessis.
You Know What It Is ha raggiunto la posizione n.34 nella Billboard Hot 100, la n.11 nella Hot R&B/Hip-Hop Songs e la n.5 nella Hot Rap Tracks, riscuotendo comunque meno successo del precedente singolo Big Things Poppin' (Do It).
È apparsa inoltre nell'episodio "Sorry Harvey" della serie televisiva statunitense Entourage, trasmessa dall'emittente via cavo HBO.

## Videoclip
Il videoclip è stato girato a Miami da Chris Robinson ed è stato possibile scaricarlo da iTunes il 12 giugno 2007. Due giorni dopo ha invece debuttato su "MTV" e su "Total Request Live".
I cameo sono quelli di B.G., dell'attore e cantante giamaicano Ky-Mani Marley e del gruppo P$C. Nel video, T.I. rappa il brano mentre è a bordo di un lussuoso aeroplano, di una nave da crociera e mentre guida una macchina per andare a trovare Wyclef Jean nella sua residenza. Da notare che il beat (la base) originale della canzone include il suono di una pistola che viene caricata e dopo spara. Nella versione pubblicata sotto videoclip, tale suono è stato omesso e alcuni pezzi del testo del brano sono stati inoltre censurati e rimpiazzati con altri.

## Tracce
CD singolo:
1. Clean Version
2. Dirty Version
3. Instrumental

Vinile:
1. Radio Version
2. Amended Version
3. Instrumental
4. Explicit version
5. Acapella

## Posizioni in classifica
| Chart (2007)                          | Posizione massima |
| ------------------------------------- | ----------------- |
| Billboard Hot 100 (USA)               | 34                |
| Billboard Hot R&B/Hip-Hop Songs (USA) | 11                |
| Billboard Hot Rap Tracks (USA)        | 5                 |
| Billboard Pop 100 (USA)               | 62                |
| Billboard Hot Digital Songs (USA)     | 48                |
| Billboard Rhythmic Top 40 (USA)       | 9                 |
| Hot Canadian Digital Singles (Canada) | 61                |